# (36015) 1999 NN40
1999 NN40 (asteroide 36015) é um asteroide da cintura principal. Possui uma excentricidade de 0.15308270 e uma inclinação de 8.77443º.
Este asteroide foi descoberto no dia 14 de julho de 1999 por LINEAR em Socorro.